# 硫磺山 (得抚岛)
硫磺山（日语：／）或三姐妹火山（俄语：Вулкан Три Сестры），是位於千島群島得撫島中部的火山，海拔高度998米，山體在全新世時期形成，最近一次火山噴發時間不詳。